# Dysdera cribrata
Dysdera cribrata là một loài nhện trong họ Dysderidae.
Loài này thuộc chi Dysdera. Dysdera cribrata được Eugène Simon miêu tả năm 1882.